# Gorga (Laci)
Gorga és un comune (municipi) de la ciutat metropolitana de Roma, a la regió italiana del Laci, situat uns 60 km al sud-est de Roma. L'1 de gener de 2018 tenia 712 habitants.
Gorga limita amb els municipis d'Anagni, Carpineto Romano, Montelanico, Morolo, Sgurgola i Supino.